# Capelle Schollevaar vasútállomás
Capelle Schollevaar vasútállomás Hollandiában, Capelle aan den IJssel városában. Az állomást az Nederlandse Spoorwegen üzemelteti.

## Vasútvonalak
Az állomást az alábbi vasútvonalak érintik:
- Utrecht–Rotterdam-vasútvonal

## Kapcsolódó állomások
A vasútállomáshoz az alábbi állomások vannak a legközelebb:
- Nieuwerkerk aan den IJssel vasútállomás
- Rotterdam Alexander vasútállomás